# جون تي. نوكس
جون تي. نوكس هو محامي وسياسي أمريكي، ولد في 30 سبتمبر 1924 في رينو في الولايات المتحدة، وتوفي في 4 أبريل 2017 في ريتشموند في الولايات المتحدة. نشط حزبياً في الحزب الديمقراطي. وقد انتخب عضو جمعية ولاية كاليفورنيا ‏.